# Седнів (будинок творчості)
«Се́днів» — будинок творчості Національної спілки художників України, пансіонат з лікуванням. Рекреаційний заклад, у якому відпочивали й творили видатні митці М. П. Глущенко, М. Г. Дерегус, С. Ф. Шишко, Т. Н. Яблонська та ін. Міститься у Седневі.

## Історія
Створений у 1964 році (рік відзначення 150-ліття з дня народження Тараса Шевченка) в смт Седнів Чернігівської області як Республіканський будинок творчості та відпочинку Художнього фонду Спілки художників УРСР (БТВ «Седнів»).
Для закладу було виділено південну, незабудовану частину територію історичної садиби Лизогубів, у яких гостював Тарас Шевченко і де він виконав низку художніх творів.
Першу чергу Будинку творчості становили два ряди одноповерхових дерев'яних будиночків, розташованих обабіч невеликого скверу. В одному з будинків містилася адміністрація закладу.
Пізніше в 60-х роках неподалік було споруджено триповерховий цегляний головний корпус. Над вулицею Шевченка, яка відділяє цю будівлю від решти території закладу, перекинуто пішохідний місток.
У 1985-87 споруджено двоповерховий із мансардою корпус їдальні, у якому також містяться актова зала (2-й поверх) і бібліотека (мансардний поверх). На території закладу є кілька одноповерхових цегляних житлових будиночків підвищеної комфортності, дитячий та спортивний майданчики, зелені зони рекреаційного призначення, господарчі споруди.
За час функціонування закладу в ньому побували задля творчості й відпочинку сотні митців з України та іноземних країн, водночас Будинок творчості приймає й звичайних туристів.
У 2010-х роках головний корпус було капітально відремонтовано, реконструйовано та утеплено фасади, замінено комунікації, модернізовано інтер'єри приміщень, зокрема житлових кімнат.

## Відомі мешканці
- Базилевич Анатолій Дмитрович
- Глущенко Микола Петрович
- Данченко Олександр Григорович
- Дерегус Михайло Гордійович
- Захаров Федір Захарович
- Кошовий Степан Львович
- Литвиненко Валентин Гаврилович
- Ломикін Костянтин Матвійович
- Меліхов Георгій Степанович
- Одайник Вадим Іванович
- Полтавець Віктор Васильович
- Шаталін Віктор Васильович
- Шишко Сергій Федорович
- Яблонська Тетяна Нилівна

Седнівська тематика знайшла відображення і в творчості інших художників, які в різні роки бували в БТВ «Седнів», серед них — Гліб Вишеславський, Борис Вінтенко, Василь Данильчук, Анатолій Дяченко, Анатолій Костенко, Віктор Кофанов, Володимир Масик, Єлизавета Миронова, Анатолій Платонов, Олеся Рибченко, Віктор Романщак, Віктор Троценко, Ярослав Ульгурський, Леонід Яворський, Степан Яровий та багато інших.

## Пам'ятники та пам'ятні знаки
У 2000-х — 2010-х роках на території Будинку творчості було встановлено пам'ятники (напівпостаті з бронзи на бетонних постаментах) Тетяні Яблонській (відкрито 29 травня 2006) та Миколі Глущенку, на одному з корпусів відкрито меморіальну дошку на честь видатних українських митців, які бували тут.
Раніше біля будинку адміністрації було погруддя В. Леніна (демонтовано після 1991), у 1960-х — 80-х роках на території закладу було встановлено кілька скульптур малої форми, зокрема алегоричну жіночу постать біля головного в'їзду.